# Zilverpuntgrasmineermot
De zilverpuntgrasmineermot (Elachista apicipunctella) is een nachtvlinder uit de familie grasmineermotten (Elachistidae).
De spanwijdte van de vlinder bedraagt tussen de 10 tot 11 millimeter.
De soort komt voor in Europa.

## Waardplanten
De zilverpuntgrasmineermot gebruikt diverse grassen als waardplant.